# Мамунул Іслам
Мд Мамунул Іслам Мамун (бенг. মামুনুল ইসলাম; нар. 12 грудня 1988, Читтагонг, Бангладеш) — бангладеський футболіст, центральний півзахисник «Фортіс». З 2009 по 2020 рік виступав за національну збірну Бангладеш, капітаном якої був з 2013 по 2016 рік.
Виграв п'ять чемпіонських титулів з трьома клубами. Розпочав кар'єру в «Бразерс Юніон» на позиції центрального півзахисника. Провів три сезони, після чого перейшов до «Абахані Лімітед» (Дакка) в сезоні 2008/09 років і став переможцем чемпіонату з «Небесно-блакитним загоном». Наступного сезону приєднався до «Мохаммедана» (Дакка). У сезоні 2010/11 років Мамунул перейшов до клубу «Шейх Джамал Дхамонді» та виграв свій другий чемпіонський титул. Залишивши клуб «Шейх Джамал Дханмонді» по завершенні сезону 2011/12 рокфі, наступного сезону грав за «Муктіджоддху». Потім приєднався до «Шейх Руссель», і виграв свій третій чемпіонський титул. У сезоні 2013/14 років повернувся до клубу «Шейх Джамал Дханмонді» та виграв ще два чемпіонські титули в сезонах 2013/14 та 2014/15 років. Під час перебування у вище вказаному клубі АТК орендував Мамунула для участі в першому сезоні індійської Суперліги. Після цього повернувся до клубу «Шейх Джамал Дханмонді», згодом приєднався до свого рідного клубу «Чіттагонг Абахані Лімітед» за рекордну суму трансферу в 2016 році. Провівши у вище вказаному клубі два сезони, в 2018 році півзахисник повернувся в «Абахані Лімітед Дакка». 6 вересня 2020 року оголосив про завершення кар'єри у національній збірній.

## Життєпис

### «Бразерс Юніон»
Розпочав кар'єру в сезоні 2005 року в «Бразерс Юніон» на позиції центрального півзахисника.

### «Абахані Лімітед» (Дакка)
У сезоні 2008/09 років перейшов до «Абахані Лімітед» (Дакка) і став переможцем чемпіонату у вище вказаному сезоні.

### «Мохаммедан»
Після перемоги в чемпіонаті з «Абахані» у сезоні 2009/10 років перейшов до їхнього головного суперника «Мохаммедан» і виграв з ними Кубок Федерації та Суперкубок.

### «Шейх Джамал Дхамонді Клаб»
У сезоні 2010/11 років перейшов з клубу «Мохаммедан» (Дакка) у «Шейх Джамал Дхамонді Клаб». У своєму першому сезоні в «Шейх Джамал» став чемпіоном ліги.

### «Муктіджоддха»
У сезоні 2011/12 років Мамунул грав за «Муктіджоддху».

### «Шейх Руссель»
Мамунул перейшов до |«Шейха Русселя» з «Муктіджоддхі». У сезоні 2012/13 років виграв чемпіонат, Кубок Федерації та Кубок Незалежності.

### Повернення в «Шейх Джамал Дхамонді Клаб»
У сезоні 2013/14 років Мамунул повернувся до «Шейха Джамала». Під капітанством Мамунула клуб став переможцем чемпіонату. Його успіх у клубі продовжився, коли вони знову виграли чемпіонат у сезоні 2014/15 років.

### «Чіттагонг Абахані Лімітед»
Закінчивши свою кар’єру в команді «Шейхі Джамалі», Мамунул Іслам приєднався до свого рідного клубу «Чіттагонг Абахані Лімітед» за рекорд національний у розмірі 65 лакхів. Відіграв за клуб два сезони, у першому з яких він був капітаном команди.

### Повернення в «Абахані Лімітед» (Дакка)
Після довгих десяти років у декількох клубах Мамунул у 2018 році нарешті повернувся до «Небесно-блакитної бригади». Відіграв роль ветерана в команді та допоміг їм своїм досвідом.

### Повернення в «Мохаммедан»
17 листопада 2021 року, після 11-річної перерви, Мамунул повернувся до «Мохаммедана» (Дакка).

### «Рахматгандж»
17 квітня 2022 року Мамунул приєднався до «Рахматганджа», який боровся за збереження місця у вищому дивізіоні чемпіонату Бангладеш.

### Виступи в індійській Суперлізі
Мамунул дебютував у першому сезоні індійської Суперліги, представляв АТК під час 3-місячної оренди від клубу «Шейх Джамала», ставши єдиним південноазіатським гравцем за межами Індії, який забезпечив собі місце в першому сезоні ліги. У 2014 році привернув увагу індійських футбольних ентузіастів чудовою грою в Щиті ІФА, де він привів клуб «Шейх Джамал Дханмонді», один із трьох іноземних клубів, що брали участь у турнірі, аж до фіналу. Незважаючи на багатообіцяючі аванси, Мамунул не отримав можливості вийти за Атлетіко (Калькутта) в індійській Суперлізі.

## Статистика виступів

### Матчі за збірну
| Дата       | Місто    | Господарі   | Результат | Гості                       | Турнір                                     | Голи | Примітки |
| ---------- | -------- | ----------- | --------- | --------------------------- | ------------------------------------------ | ---- | -------- |
| 05-05-2008 | Бішкек   | Бангладеш   | 0 – 0     | Афганістан                  | Кубок виклику АФК 2008 - 1-й раунд         | -    | 38'      |
| 09-05-2008 | Бішкек   | Киргизстан  | 2 – 1     | Бангладеш                   | Кубок виклику АФК 2008 - 1-й раунд         | -    | 64'      |
| 06-06-2008 | Бішкек   | Бангладеш   | 2 – 2     | Афганістан                  | Чемпіонат Південної Азії 2008 - 1-й раунд  | 1    |          |
| 26-04-2009 | Дакка    | Камбоджа    | 0 – 1     | Бангладеш                   | Кубок виклику АФК 2009 - 1-й раунд         | -    | 18' 79'  |
| 28-04-2009 | Дакка    | Бангладеш   | 1 – 2     | М'янма                      | Кубок виклику АФК 2009 - 1-й раунд         | -    | 78'      |
| 30-04-2009 | Дакка    | Бангладеш   | 3 – 0     | Макао                       | Кубок виклику АФК 2009 - 1-й раунд         | 1    |          |
| 16-02-2010 | Коломбо  | Таджикистан | 1 – 2     | Бангладеш                   | Кубок виклику АФК 2010 - 1-й раунд         | -    | 80'      |
| 18-02-2010 | Коломбо  | Бангладеш   | 1 – 2     | М'янма                      | Кубок виклику АФК 2010 - 1-й раунд         | -    |          |
| 20-02-2010 | Коломбо  | Шрі-Ланка   | 3 – 0     | Бангладеш                   | Кубок виклику АФК 2010 - 1-й раунд         | -    |          |
| 21-03-2011 | Янгон    | Палестина   | 2 – 0     | Бангладеш                   | Кубок виклику АФК 2011 - 1-й раунд         | -    |          |
| 23-03-2011 | Янгон    | Бангладеш   | 2 – 0     | М'янма                      | Кубок виклику АФК 2011 - 1-й раунд         | -    |          |
| 25-03-2011 | Янгон    | Бангладеш   | 0 – 2     | Філіппіни                   | Кубок виклику АФК 2011 - 1-й раунд         | -    |          |
| 29-06-2011 | Дакка    | Бангладеш   | 3 – 0     | Пакистан                    | Відбір до ЧС 2014                          | -    |          |
| 03-07-2011 | Лахор    | Пакистан    | 0 – 0     | Бангладеш                   | Відбір до ЧС 2014                          | -    |          |
| 23-07-2011 | Бейрут   | Ліван       | 4 – 0     | Бангладеш                   | Відбір до ЧС 2014                          | -    |          |
| 28-07-2011 | Дакка    | Бангладеш   | 2 – 0     | Ліван                       | Відбір до ЧС 2014                          | -    |          |
| 02-03-2013 | Катманду | Палестина   | 1 – 0     | Бангладеш                   | Кубок виклику АФК 2013 - 1-й раунд         | -    |          |
| 04-03-2013 | Катманду | Бангладеш   | 2 – 0     | Непал                       | Кубок виклику АФК 2013 - 1-й раунд         | -    |          |
| 06-03-2013 | Катманду | Бангладеш   | 5 – 0     | Північні Маріанські Острови | Кубок виклику АФК 2013 - 1-й раунд         | -    |          |
| 03-09-2013 | Катманду | Бангладеш   | 1 – 1     | Індія                       | Чемпіонат Південної Азії 2013 - 1-й раунд  | -    | 81'      |
| 05-09-2013 | Катманду | Бангладеш   | 1 – 2     | Пакистан                    | Чемпіонат Південної Азії 2013 - 1-й раунд  | -    | 81'      |
| 05-03-2014 | Гоа      | Індія       | 2 – 2     | Бангладеш                   | товариський матч                           | -    |          |
| 11-06-2015 | Дакка    | Бангладеш   | 1 – 3     | Киргизстан                  | Відбір до ЧС 2018                          | -    |          |
| 16-06-2015 | Дакка    | Бангладеш   | 1 – 1     | Таджикистан                 | Відбір до ЧС 2018                          | -    | 87'      |
| 03-09-2015 | Перт     | Австралія   | 5 – 0     | Бангладеш                   | Відбір до ЧС 2018                          | -    | Кап.     |
| 08-09-2015 | Дакка    | Бангладеш   | 0 – 4     | Йорданія                    | Відбір до ЧС 2018                          | -    |          |
| 13-10-2015 | Бішкек   | Киргизстан  | 2 – 0     | Бангладеш                   | Відбір до ЧС 2018                          | -    |          |
| 12-11-2015 | Душанбе  | Таджикистан | 5 – 0     | Бангладеш                   | Відбір до ЧС 2018                          | -    |          |
| 17-11-2015 | Дакка    | Бангладеш   | 0 – 4     | Австралія                   | Відбір до ЧС 2018                          | -    | Кап. 87' |
| 24-12-2015 | Керала   | Афганістан  | 4 – 0     | Бангладеш                   | Чемпіонат Південної Азії 2015 - 1-й раунд  | -    |          |
| 26-12-2015 | Керала   | Бангладеш   | 1 – 3     | Мальдіви                    | Чемпіонат Південної Азії 2015 - 1-й раунд  | -    |          |
| 28-12-2015 | Керала   | Бутан       | 0 – 3     | Бангладеш                   | Чемпіонат Південної Азії 2015 - 1-й раунд  | -    |          |
| 13-01-2016 | Дакка    | Бангладеш   | 1 – 1     | Малайзія                    | Золотий кубок Бангабандху 2016 - 1-й раунд | -    | Кап.     |
| 02-06-2016 | Душанбе  | Таджикистан | 5 – 0     | Бангладеш                   | Відбір до Кубка Азії 2019                  | -    |          |
| 07-06-2016 | Дакка    | Бангладеш   | 0 – 1     | Таджикистан                 | Відбір до Кубка Азії 2019                  | -    | 83'      |
| 10-10-2016 | Тхімпху  | Бутан       | 3 – 1     | Бангладеш                   | Відбір до Кубка Азії 2019                  | 1    |          |
| 04-09-2018 | Дакка    | Бангладеш   | 2 – 0     | Бутан                       | Чемпіонат Південної Азії 2018 - 1-й раунд  | -    | 83'      |
| 06-09-2018 | Дакка    | Бангладеш   | 1 – 0     | Пакистан                    | Чемпіонат Південної Азії 2018 - 1-й раунд  | -    |          |
| 08-09-2018 | Дакка    | Лаос        | 0 – 1     | Непал                       | Чемпіонат Південної Азії 2018 - 1-й раунд  | -    |          |
| 06-06-2019 | В'єнтьян | Лаос        | 0 – 1     | Бангладеш                   | Відбір до ЧС 2022                          | -    | 85'      |
| 11-06-2019 | Дакка    | Бангладеш   | 0 – 0     | Лаос                        | Відбір до ЧС 2022                          | -    | 90'      |
| 19-01-2020 | Дакка    | Шрі-Ланка   | 0 – 3     | Бангладеш                   | Золотий кубок Бангабандху 2020 - 1-й раунд | -    | 60'      |
| 23-01-2020 | Дакка    | Бурунді     | 3 – 0     | Бангладеш                   | Золотий кубок Бангабандху 2020 - півфінал  | -    | 76'      |
| Усього     |          | Матчів      | 43        |                             | Голів                                      | 3    |          |

### Голи на міжнародному рівні

#### «Шейх Джамал Дхамонді Клаб»
| #  | Дата           | Місце                     | Суперник          | Рахунок | Результат | Змагання       |
| -- | -------------- | ------------------------- | ----------------- | ------- | --------- | -------------- |
| 1. | 13 серпня 2015 | Долона Омурзакова, Бішкек | «Бенфіка» (Макао) | 2–1     | 4–1       | Кубок АФК 2016 |

#### «Абахані Лімітед» (Дакка)
| #  | Дата           | Місце                                   | Суперник            | Рахунок | Результат | Змагання       |
| -- | -------------- | --------------------------------------- | ------------------- | ------- | --------- | -------------- |
| 1. | 15 травня 2019 | Національний стадіон Бангабандху, Дакка | «Ченнаїн»           | 3–2     | 3-2       | Кубок АФК 2019 |
| 2. | 19 червня 2019 | Національний стадіон Бангабандху, Дакка | «Мананг Марш'янгді» | 5–0     | 5–0       | Кубок АФК 2019 |

#### Олімпійська збірна
| #  | Дата            | Місце                   | Суперник        | Рахунок | Результат | Змагання                   |
| -- | --------------- | ----------------------- | --------------- | ------- | --------- | -------------------------- |
| 1. | 1 лютого 2010   | Стадіон армії Бангладеш | Непал U-23      | 1–0     | 3–0       | Південноазійські ігри 2010 |
| 2. | 15 вересня 2015 | Інчхон Мунхак           | Афганістан U-23 | 1–0     | 1–0       | Азійські ігри 2014         |

#### Національна збірна
| #  | Дата           | Місце                 | Суперник   | Рахунок | Результат | Змагання                                  |
| -- | -------------- | --------------------- | ---------- | ------- | --------- | ----------------------------------------- |
| 1. | 6 червня 2008  | Сугатхадаса           | Афганістан | 2–2     | 2–2       | Чемпіонат Південної Азії 2008             |
| 2. | 30 квітня 2009 | Бангабандху, Дакка    | Макао      | 1–0     | 3–0       | кваліфікації кубку виклику АФК 2010       |
| 3. | 10 жовтня 2016 | Чанглімітанг, Тхімпху | Бутан      | 1–2     | 1–3       | раунд плей-оф кваліфікація кубку АФК 2019 |

## Досягнення
«Бразерс Юніон»
- Прем'єр-ліги Дакки
  -  Чемпіон (1): 2005

- Кубок Федерації
  -  Володар (1): 2005

«Абахані Лімітед»
- Прем'єр-ліга Бангладеш
  -  Чемпіон (1): 2008/09

- Кубок Федерації
  -  Володар (1): 2018

«Мохаммедан»
- Кубок Федерації
  -  Володар (1): 2009

- Суперкубок Бангладеш
  -  Володар (1): 2009

«Шейх Руссель»
- Прем'єр-ліга Бангладеш
  -  Чемпіон (1): 2012/13

- Кубок Федерації
  -  Володар (1): 2012

- Кубок незалежності
  -  Володар (1): 2012/13

«Шейх Джамал Дхамонді Клаб»
- Прем'єр-ліга Бангладеш
  -  Чемпіон (3): 2010/11, 2013/14, 2014/15

- Кубок Федерації
  -  Володар (2): 2013/14, 2014/15

«Чіттагонг Абахані Лімітед»
- Кубок незалежності
  -  Володар (1): 2016

АТК
- Індійська Суперліга
  -  Чемпіон (1): 2014

Бангладеш (U-23)
- Південноазійські ігри
  -  Чемпіон (1): 2010